# Goizueta Business School

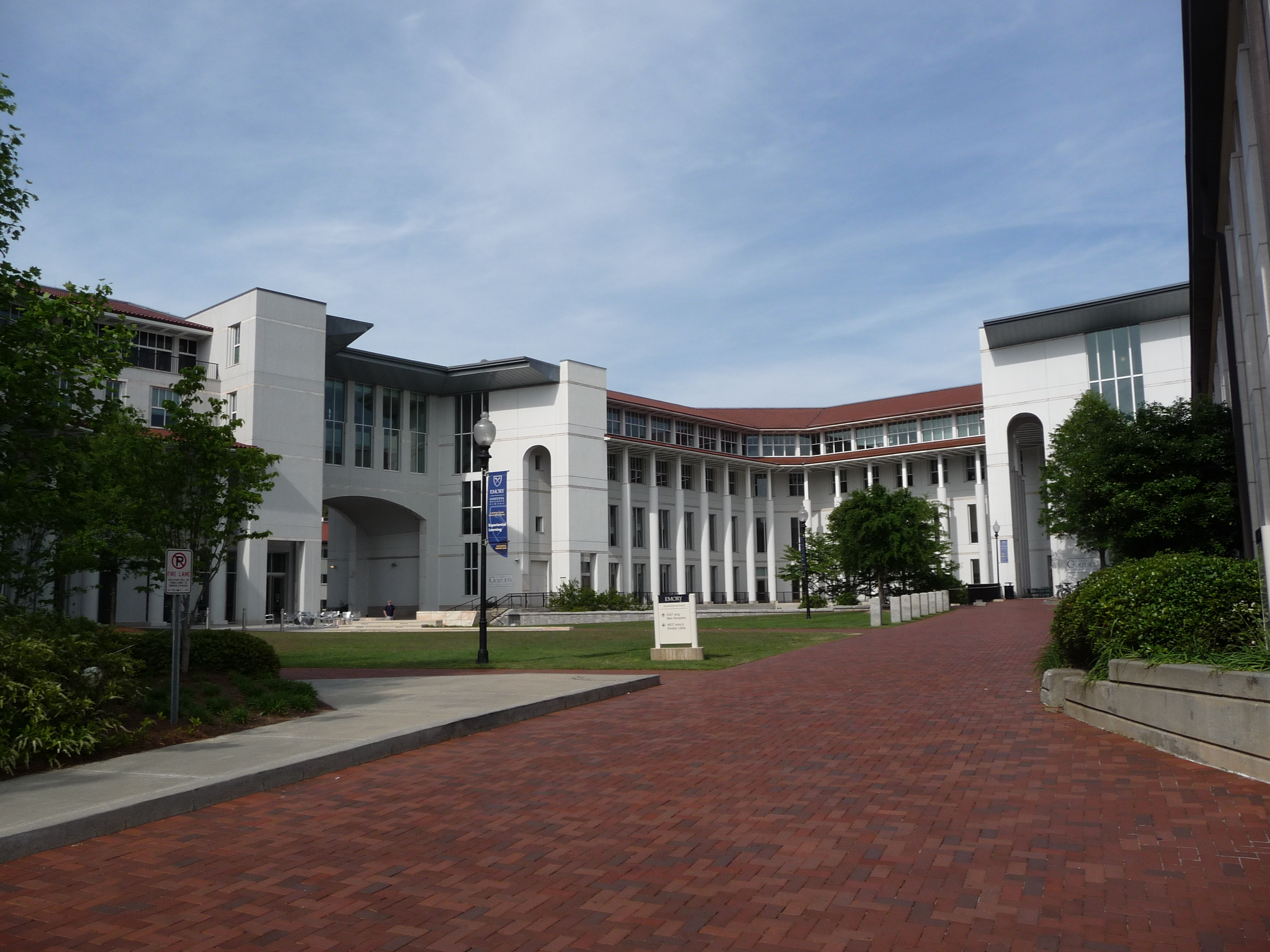
La cour intérieure de Goizueta Business School.

Emory University's Goizueta Business School (aussi appelée Goizueta Business School, Emory Business School ou simplement Goizueta) est l'école de commerce privée de l'université Emory d'Atlanta, en Géorgie, aux États-Unis. Elle est nommée d'après Roberto Goizueta, ancien président de The Coca-Cola Company.

## Classements
Goizueta est classée 23e meilleure école de commerce et de management mondiale par Business Insider (2015), 25e par The Economist (2016) et 55e par The Financial Times (2017).
Au classement national, elle est placée 15e par Bloomberg Businessweek (2016), 25e par Forbes (2015) et 19e par US News & World Report (classement 2018 publié en mars 2017).
Enfin, Bloomberg Businessweek la place 8e au classement undergraduate américain en 2016.

## Anciens élèves notables
- Paul S. Amos II — président d'Aflac et directeur de l'exploitation d'Aflac U.S.
- Sean Belnick (2009) — directeur de l'exploitation de Belnick, Inc.
- Michael Cascone — président de Forbes Travel Guide
- John Chidsey — directeur général de Burger King
- Marvin Ellison — directeur général de J. C. Penney
- Brian Gallagher — président et directeur général de la United Way of America
- Michael Golden — vice-président de The New York Times Company
- Lado Gurgenidze — Premier ministre de la Géorgie
- Alan J. Lacy — ancien président et directeur général de Sears, Roebuck and Company
- Jim Lanzone — directeur général de CBS Interactive
- Duncan Niederauer — directeur général de NYSE Euronext
- Michael J. Petrucelli — fondateur et président exécutif de Clearpath, Inc.
- Timothy K. Schools — membre du conseil d'administration, président et directeur général de Highlands Bankshares, ancien président de American Savings Bank, ancien directeur financier de The South Financial Group